# Graukopfgans

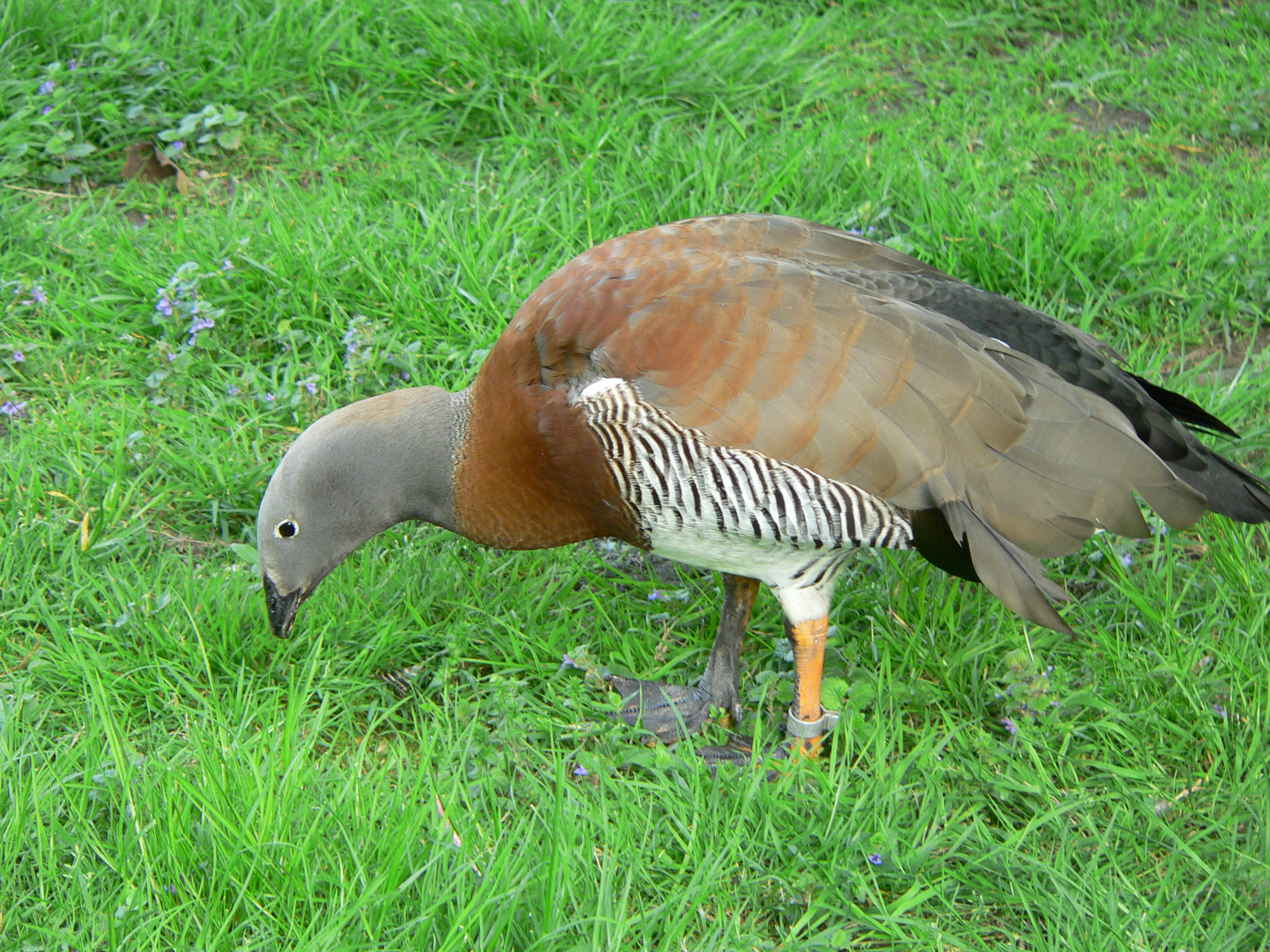
Weidende Graukopfgans

Die Graukopfgans (Chloephaga poliocephala) ist ein südamerikanischer Vogel und gehört zur Familie der Entenvögel (Anatidae). Sie zählt zu den Halbgänsen und weist den für diese Unterfamilie charakteristischen gänseähnlichen Habitus auf. Ähnlich wie die Magellangans wird die Graukopfgans als Nahrungskonkurrent von Haustieren gesehen. Zu ihren wichtigsten Überwinterungsplätzen gehören die Weizenanbaugebiete in der Provinz Buenos Aires. Sie unterliegt deshalb einem entsprechenden Jagddruck. Insgesamt gilt die Art als zwar weit verbreitet, aber nicht häufig.
Die wissenschaftliche Erstbeschreibung erfolgte 1857 durch Philip Lutley Sclater anhand eines auf Chiloé gesammelten Exemplars.

## Merkmale
Die Graukopfgans erreicht eine Körpergröße von 50 bis 55 Zentimetern. Anders als die zur selben Gattung gehörende Magellan- und Kelpgans weist die Graukopfgans keinen ausgeprägten Geschlechtsdimorphismus auf. Ganter sind lediglich an ihrem etwas größeren Körper zu erkennen. Die Männchen wiegen durchschnittlich 2,26 Kilogramm, die Weibchen sind im Schnitt knapp 60 Gramm leichter. Auffällig sind vor allem die deutlich längeren Flügel der Männchen.
Im Erwachsenenstatus hat die Graukopfgans einen grauen Kopf. Der Ansatz des Halses ist grau und läuft im vorderen Bereich in ein kastanienbraunes Gefieder über, das nach hinten graubraun gefärbt ist. Die mit schwarzen Linien versetzten Gefiederflanken sind weiß. Beine und Füße sind orangerot und der Schnabel grauschwarz. Die Jungtiere haben im Gegensatz zu den Altvögeln ein bräunliches Gefieder am Kopf und am Ansatz des Halses. Über das Mauserschema von freilebenden Arten ist bislang nahezu nichts bekannt. In Europa gehaltene Graukopfgänse zeigen häufig Mauserprobleme, so dass aus ihnen nicht hinreichende Erkenntnisse über den natürlichen Mauserverlauf gewonnen werden können. Jungvögel ähneln bereits weitgehend den adulten Graukopfgänsen, jedoch sind sie auf der Körperunterseite stärker quer gezeichnet.
Ein geschlechtsspezifischer Unterschied besteht bei der Stimme. Die Weibchen geben ein lautes, tiefes Gackern von sich, während die Männchen leise und weich wispern.

## Verbreitung und Lebensraum
Das Verbreitungsgebiet befindet sich in den Gebirgsregionen im Süden von Südamerika, unter anderem in Chile und Argentinien sowie auf den Falklandinseln. Auf den Falklandinseln ist sie jedoch nur ein unregelmäßiger Brutvogel. Der erste Beleg für eine erfolgreiche Brut auf den Falklandinseln stammt erst aus dem Jahre 1985, der zweite aus dem Jahr 1992. Insgesamt scheinen einzelne Vögel nur gelegentlich während des Zuges auf die Falklandinseln verdriftet zu werden und dann gelegentlich auch zu brüten.
Der Lebensraum der Graukopfgans ist Grasland in Flusstälern, an Seen und Sumpfgebieten sowie an der Küste.

## Lebensweise

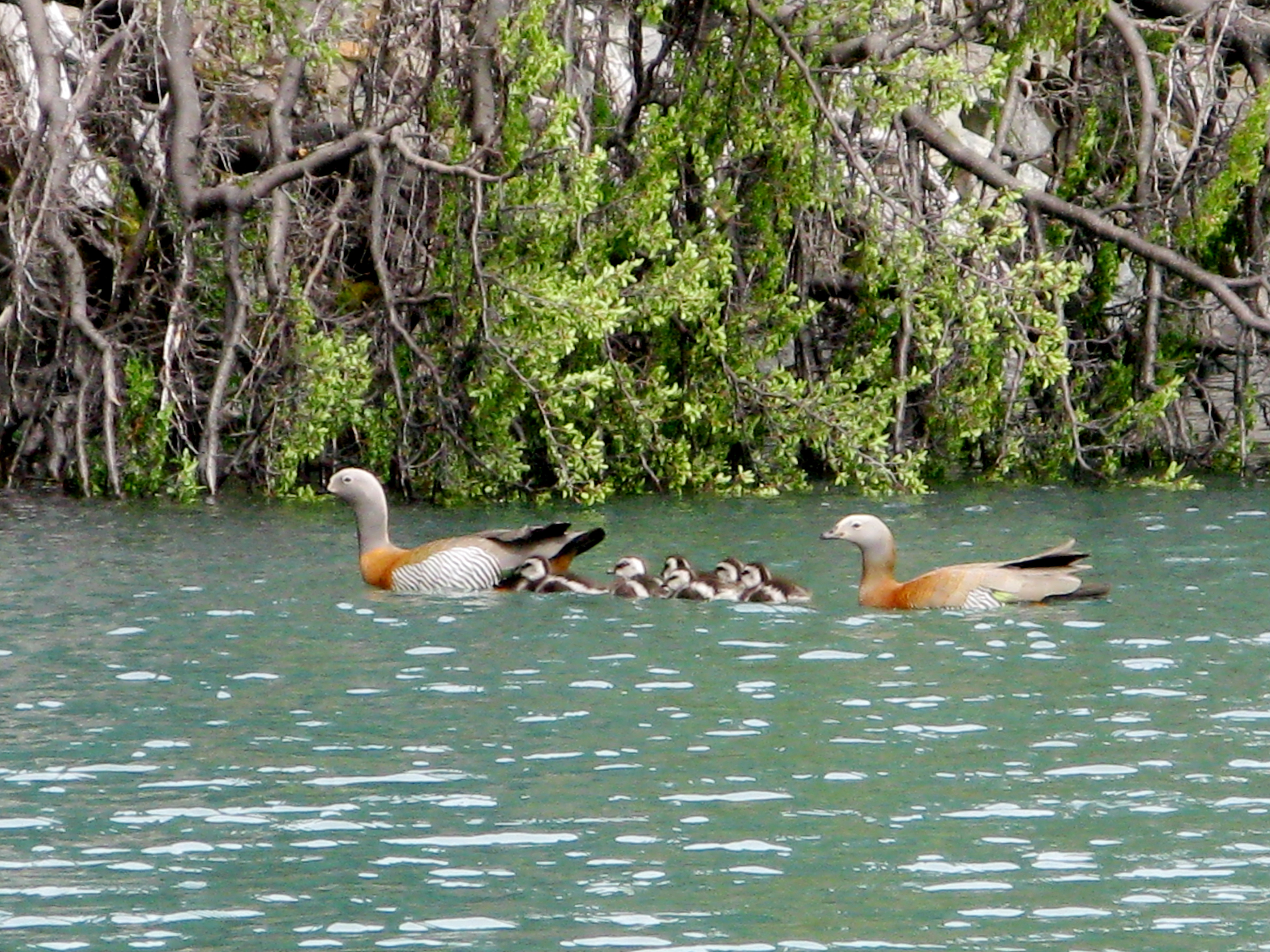
Graukopfgänse mit Nachwuchs

Die Lebensweise der Graukopfgänse unterscheidet sich nur unwesentlich von der der Magellangans und der Rotkopfgans. Ihr Lebensraum sind jedoch Fluss- und Bachtäler, bewaldete Moore und Waldsümpfe, in denen die anderen beiden Arten nicht vorkommen. Graukopfgänse sind territoriale Tiere, die große Reviere besetzen. Ihre Nahrungspflanzen sind Gräser, Kräuter und Sumpfpflanzen. Im Winterquartier fressen sie außerdem Saaten und Feldfrüchte.
Die Balz wird durch das Männchen ausgelöst, zu dessen Balzposen starke Verbeugungsbewegungen in Richtung des Weibchens gehören. Das Weibchen reagiert darauf mit einer sehr aufrechten Körperhaltung, die den weiß gefärbten Bauch zur Geltung bringt. Männchen sind in dieser Zeit ausgesprochen aggressiv. Artgenossen und andere Gänse werden mit gesenktem Kopf in einer an Gänse erinnernden Pose angegriffen. Auch mit den Flügeln wird nach dem Gegner geschlagen. Nach erfolgreicher Verteidigung des Brutreviers kehrt das Männchen zum Weibchen zurück und stimmt ein Triumphgeschrei an, wie es sich beispielsweise auch bei der Graugans findet.
Das Nest wird im hohen Gras errichtet und mit Federn ausgepolstert. Das Gelege besteht aus vier bis sechs Eiern und wird in einem Zeitraum von 30 Tagen ausgebrütet.

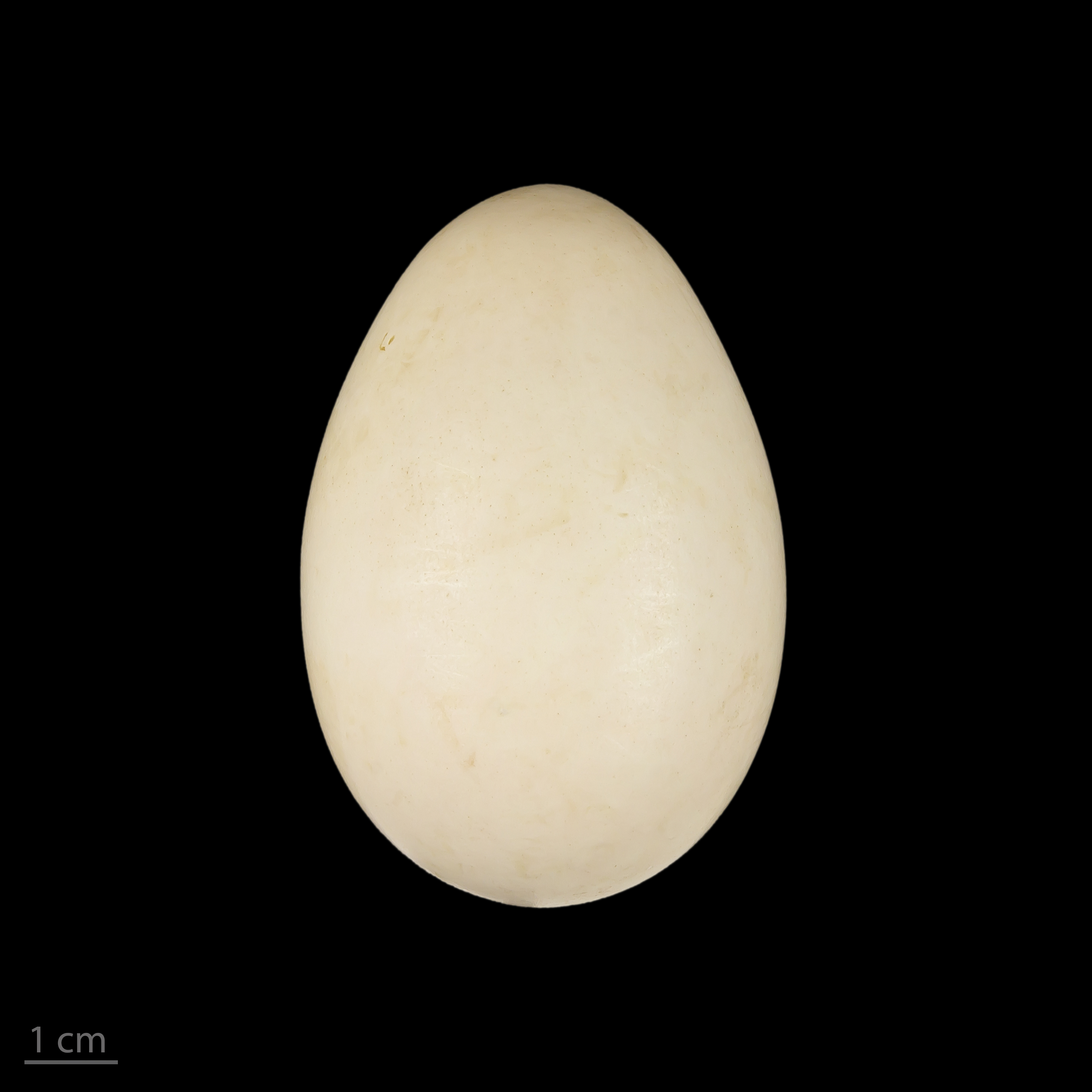
Chloephaga poliocephala

## Haltung
In Zoos wurde die Graukopfgans erstmals im Jahre 1833 gehalten. Bereits 1852 gelang dem Zoo in London die Nachzucht. Die attraktiv gefärbte Halbgansart wird seitdem in Zoohaltung gezeigt. Insgesamt ist jedoch in europäischen Zoos die Anzahl der Graukopfgänse zurückgegangen, da man sich verstärkt auf die nordischen Gänsearten konzentriert, die einer stärkeren Bedrohung unterliegen.

## Belege